# Efeb Kritiosa
Efeb Kritiosa – marmurowa rzeźba grecka z okresu archaicznego. Znajduje się w zbiorach Muzeum Akropolu w Atenach. Jej autorstwo przypisywane jest rzeźbiarzowi Kritiosowi.
Przedstawiająca nagiego młodzieńca rzeźba wykonana została z marmuru paryjskiego i mierzy 1,167 m wysokości. Została odkryta podczas wykopalisk przeprowadzonych na południowy wschód od Partenonu na ateńskim Akropolu w latach 1865–1866. Rzeźba ma ubytki: ręce zachowały się powyżej łokcia, brak jest prawej nogi od kolana w dół oraz lewej stopy. Początkowo rzeźba nie miała także głowy, którą odkopano dopiero w 1888 roku. Tożsamość przedstawionej postaci nie jest znana, wedle różnych hipotez może to być wizerunek zwycięzcy w zawodach atletycznych lub posąg Tezeusza. Ze względu na dobry stan zachowania przypuszcza się, że rzeźba pochodzi sprzed zniszczenia Akropolu przez Persów w 480 roku p.n.e.
Sposób przedstawienia postaci zrywa z archaicznym typem kurosa, stanowiąc zapowiedź klasycznego okresu w sztuce greckiej. Artysta odszedł od zasady frontalizmu, przerzucając ciężar ciała na lewą nogę, prawą ukazując lekko ugiętą, a także zastosował miękki modelunek mięśni, co odebrało rzeźbie wrażenia sztywności.